# 山形県道15号玉川沼沢線
山形県道15号玉川沼沢線（やまがたけんどう15ごう たまがわぬまざわせん）は、山形県西置賜郡小国町内を通る県道（主要地方道）である。

## 概要

### 路線データ
- 起点：西置賜郡小国町玉川（交差点＝国道113号交点）
- 終点：西置賜郡小国町沼沢（交差点＝国道113号交点）

## 歴史
- 1993年（平成5年）5月11日 - 建設省から、県道長者原玉川口停車場線の一部・下新田土尾線・市野々羽前沼沢停車場線の一部が玉川沼沢線として主要地方道に指定される[1]。

## 路線状況

### 重複区間
- 山形県道8号川西小国線（西置賜郡小国町叶水地内）

### 橋梁
- 新田橋（小国町、玉川）
- 尾崎橋（小国町、横川）
- 飛泉寺橋（小国町、白い森おぐに湖）

### トンネル、峠など
- 極楽峠
- 叶水トンネル
- 桜峠

### 冬期閉鎖区間
- 西置賜郡小国町小倉 - 西置賜郡小国町新股間
- 西置賜郡小国町市野々 - 西置賜郡小国町白子沢間

## 地理

### 通過する自治体
- 山形県
  - 西置賜郡小国町

### 交差する道路
- 国道113号
- 山形県道260号長者原下新田線
- 山形県道8号川西小国線